# Litocladius mateusi
Litocladius mateusi är en tvåvingeart som beskrevs av Mendes, Andersen och Ole Anton Saether 2004. Litocladius mateusi ingår i släktet Litocladius och familjen fjädermyggor. Inga underarter finns listade i Catalogue of Life.